# Porajów
Porajów [pɔˈrajuf][pɔˈrajuf] (în germană Großporitsch) este un sat în districtul administrativ Gmina Bogatynia, powiatul Zgorzelec, voievodatul Silezia Inferioară din sud-vestul Poloniei, aproape de granițele cu Republica Cehă și Germania. Anterior anului 1945 a făcut parte din Germania. După cel de-al Doilea Război Mondial populația de etnie germană a fost expulzată și înlocuită cu polonezi.
Această localitate se află la aproximativ 11 km vest de Bogatynia, 32 km sud-vest de Zgorzelec și 157 km vest de capitala regională Wrocław.
Satul are o populație de 2.500 de locuitori. El se află pe o șosea și o linie de cale ferată care face legătura între orașul Zittau din Germania și satul Hrádek nad Nisou din districtul Liberec al Republicii Cehe; cu toate acestea, trenurile nu opresc pe teritoriul polonez.